# 더 프레피 커넥션
《더 프레피 커넥션》(영어: The Preppie Connection)은 2015년 미국의 범죄 영화이다. 2015년 10월 10일 햄프턴 국제 영화제에서 전 세계 최초로 상영되었다.

## 출연
- 토머스 맨 - 터바이어스 해멀 역
- 루시 프라이 - 알렉시스 헤이스 역
- 샘 페이지 - 제닝스 씨 역
- 제시카 로스 - 로라 역
- 기예모 아리바스 - 피델 역
- 빌 세이지 - 마이크 해멀 역
- 로건 허프먼 - 엘리스 타인스 역
- 에이미 하그리브스 - 잉그리드 역
- 라이언 워드 - 파이퍼 역
- 헴키 마데라 - 라울 역
- 키넌 졸리프 - 토퍼 역
- 로버트 고리 - 벤 역
- 대니얼 코빈 - 칩 역
- 톰 태미 - 필딩 박사 역
- 테레사 옌케 - 칼리스타 역
- 딜런 블루 - 데니스 역
- 더그 플라우트 - 척 역

## 기타 제작진
- 총괄 제작: 앤드루 켈리, 매리솔 페이지, 옥테이비어스 프린스

## 시청 등급
- 대한민국: 청소년 관람불가